# Chevaliers du Tastevin

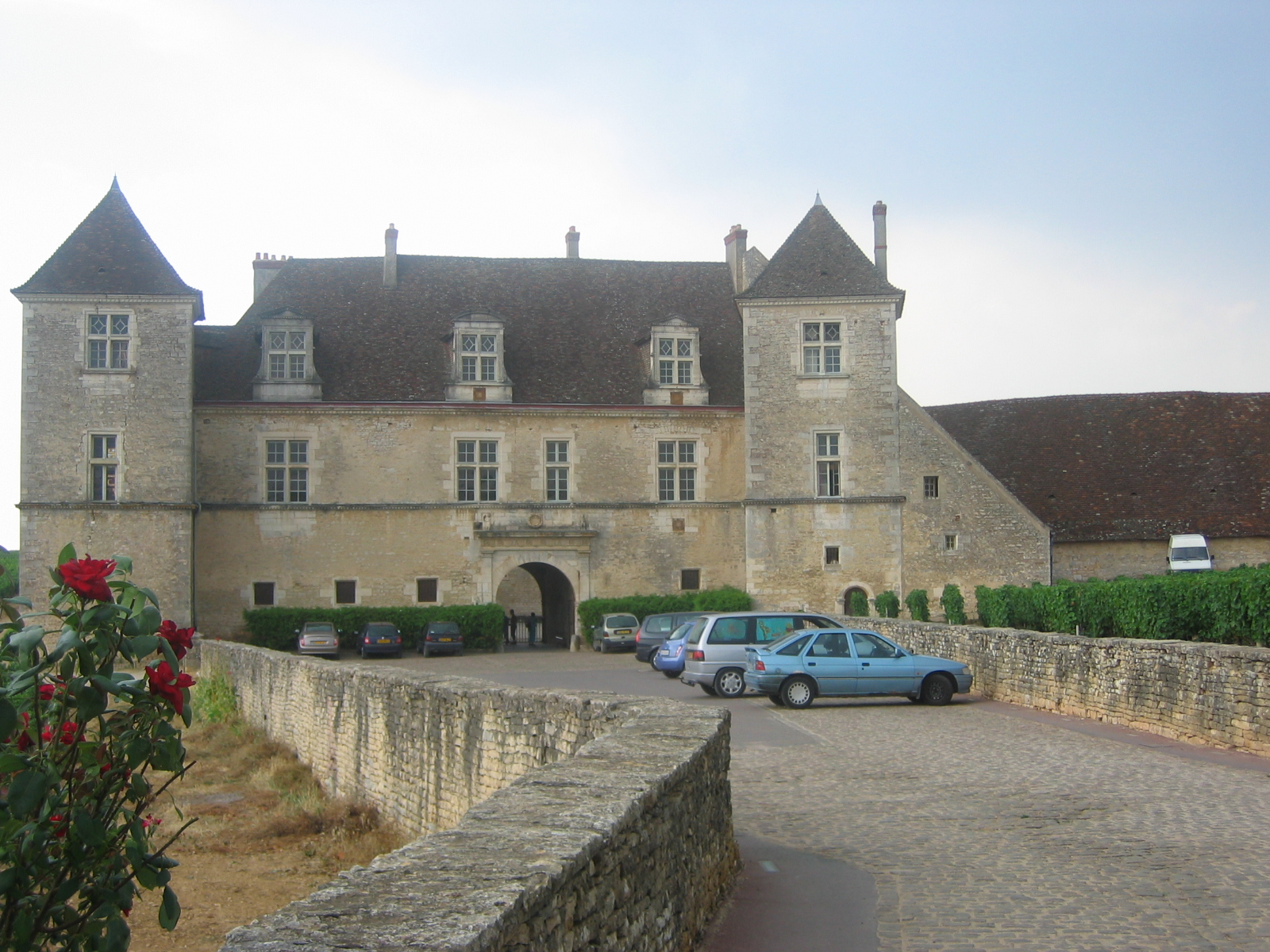
Sitz der Bruderschaft ist das Château du Clos de Vougeot in Burgund

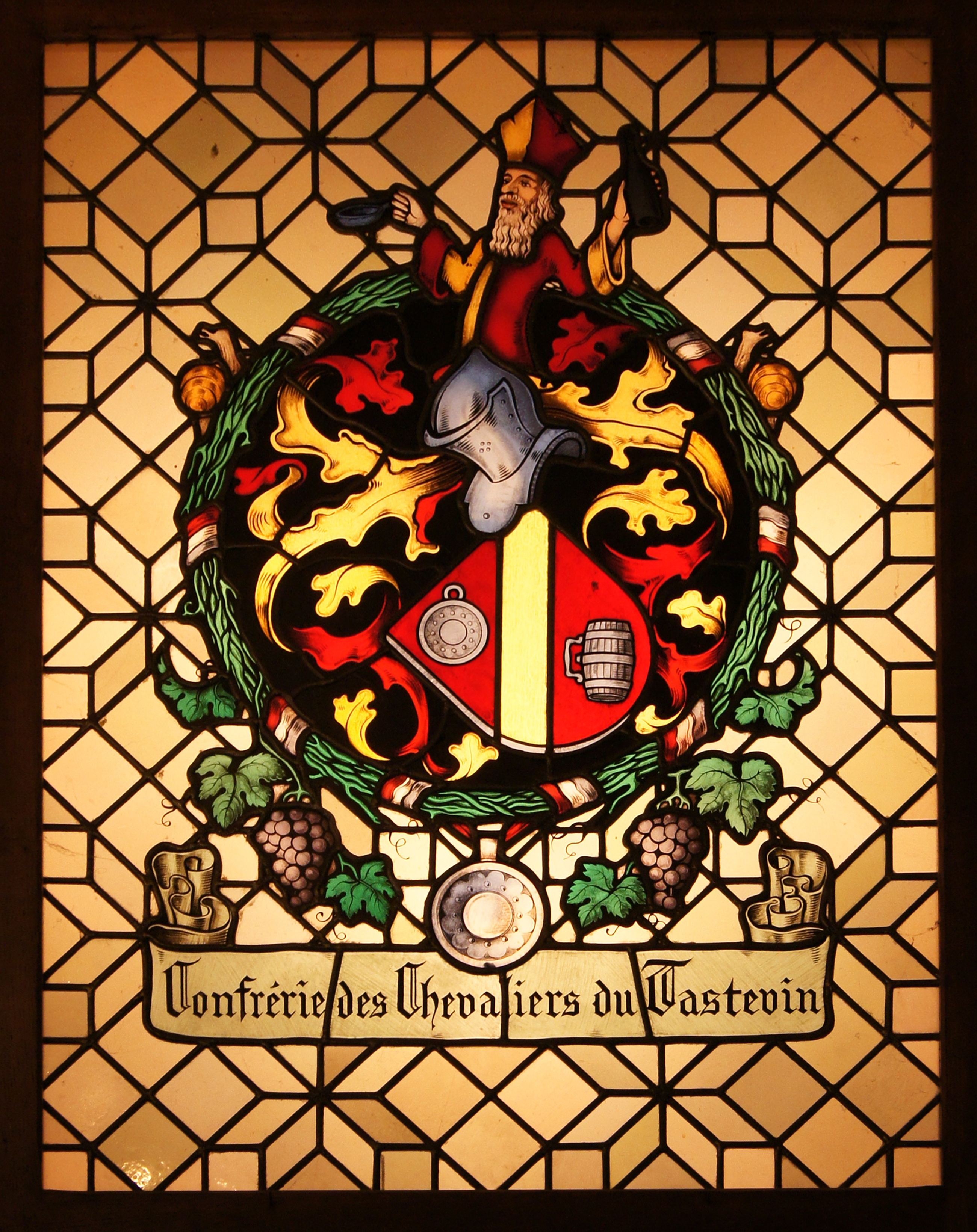
Wappen der Confrérie auf einem Glasfenster im Château de Vougeot

Die Confrérie des Chevaliers du Tastevin, die Bruderschaft der Ritter des Tastevin, ist die französische Weinbruderschaft in Burgund, deren Ziel es ist, das Image und die Vermarktung von Weinen aus Burgund insbesondere im Ausland zu fördern. Ihr Symbol ist der Tastevin, eine historische Weinprobierschale aus Silber. Sitz der Chevaliers ist das Château Clos de Vougeot.

## Geschichte

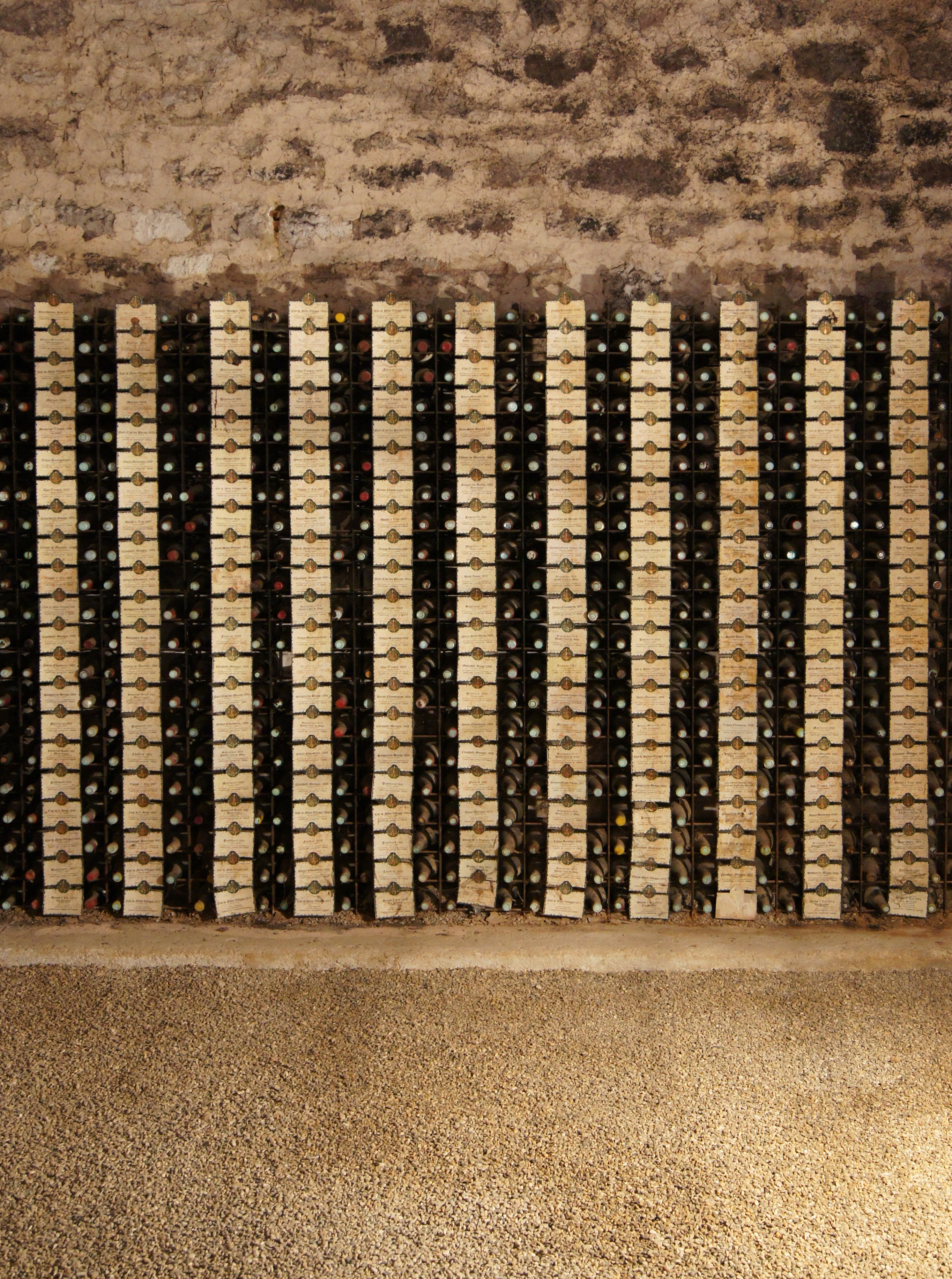
Flaschensammlung der Bruderschaft im Keller des Château

Aus wirtschaftlichen Gründen und wegen sehr schlechter Verkaufszahlen der Burgunderweine in den Jahren von 1920 bis 1934 und den Folgen einer globalen Krise gründeten die Winzer Georges Faiveley und Camille Rodier mit Freunden am 16. November 1934 die Confrérie des Chevaliers du Tastevin. Die Gründung fand in dem Caveau Nuiton von Nuits-Saint-Georges statt.
Inspiriert durch die Legende der Ritter der Tafelrunde und durch die Burgundische Tradition (die Neuzeit der Herzöge von Burgund 1363 bis 1477), erinnerten sich beide auch an die bereits in Vergessenheit geratenen burgundischen Bacchanals des 17. und des 18. Jahrhunderts.
Ihre Idee erwies sich als erfolgreich, und bereits 1939 wurde die erste nordamerikanische Commanderie in New York konstituiert, es folgte New Orleans.

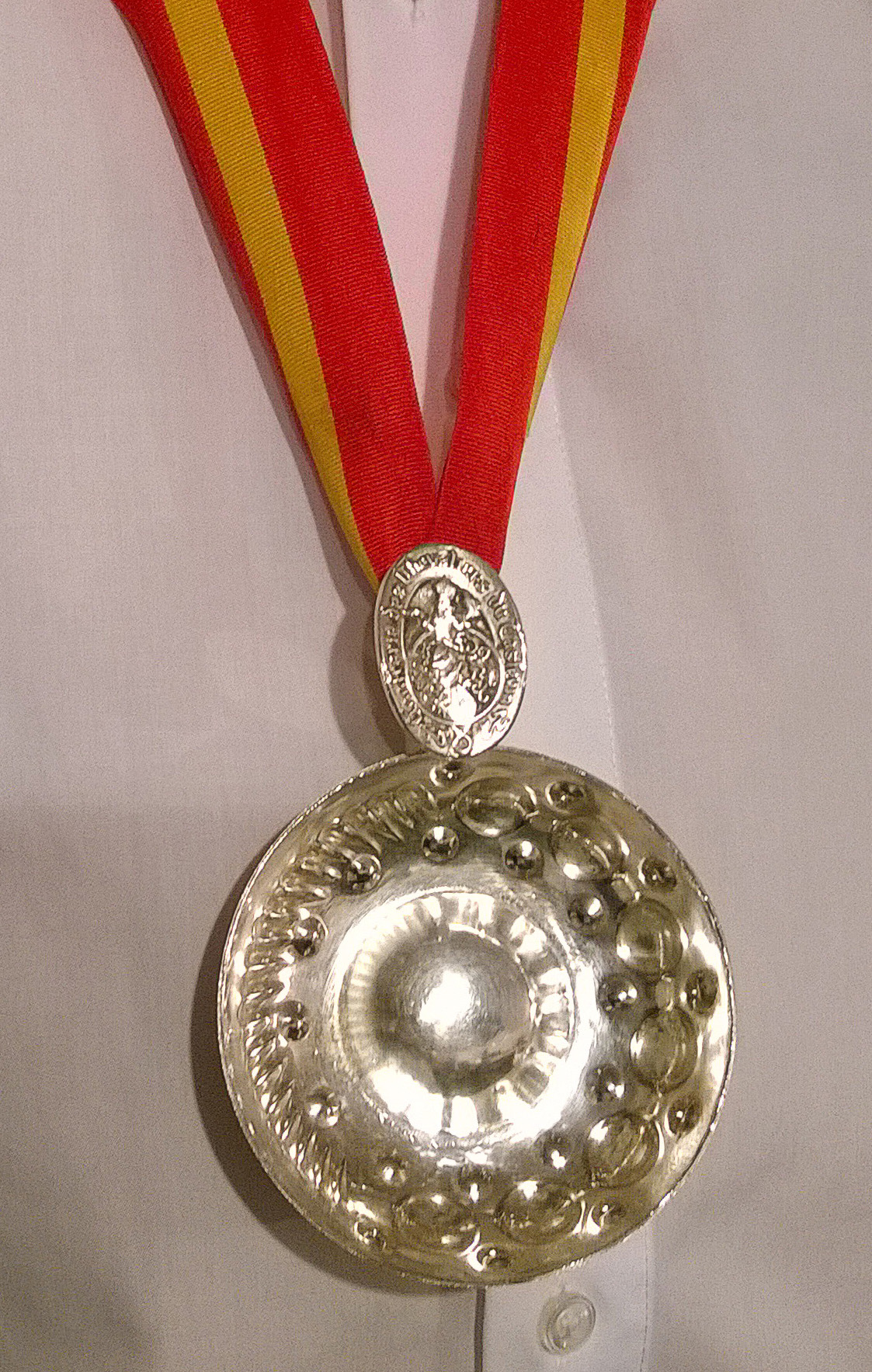
Tastevin der Chevaliers du Tastevin

## Der Tastevin
Der Tastevin  (Weinverkoster) ist eine historische Trinkschale der Weinschmecker und der Winzer, der seit dem  15./16. Jahrhundert nachgewiesen ist. Historische Exemplare bestehen in der Regel aus getriebenem Silber.
Der Tastevin der Chevaliers ist an einem Halsband aus Textil befestigt. Das Band hat eine Breite von 40 mm und ist zweifarbig. Links und rechts hat das Band je einen Streifen von 15 mm in leuchtendem Rot. In der Mitte des Bandes ist ein 10 mm breiter dunkelgelber Streifen. Der Tastevin ist aus Silber und hat einen Durchmesser von 85 mm. Die Tiefe beträgt ca. 23 mm.

## DasChâteau Clos de Vougeot
Das Château Clos de Vougeot hat einen von Mauern umgebenen Weinberg mit 50,97 ha. Der Weinberg wurde 1089 von Mönchen der nahegelegenen Abtei Citeaux angelegt. Er blieb bis 1889 ungeteilt. Heute teilen sich etwa 80 Besitzer diese Fläche.
Mit dem Bau des Château begann man im 12. Jahrhundert, es wurde 1551 vollendet. 1818 wurde das Château von der Familie Ouvrad erworben. 1891 wurde das Schloss von dem Architekten Felix Voinnois restauriert. Der Besitzer war zu dieser Zeit der Weinhändler Léonce Bocquet. Im Jahr 1920 wurde das Château von Stephen Camuzet, Bürgermeister und Eigentümer der Parzelle Vosne-Romanée, erworben. Im Jahr 1934 handelte die Confrérie einen Mietvertrag über 99 Jahre aus. Am 29. November 1944 kauften Mitglieder der Confrérie das Schloss.
Im Zweiten Weltkrieg wurde das Château schwer beschädigt und nach dem Krieg von der Organisation und Freunden der Confrérie wieder aufgebaut. Im Jahr 1949 wurde das Château als „monument historique“ klassifiziert und ist seitdem für die Öffentlichkeit das gesamte Jahr über geöffnet. Die Parzellen der burgundischen Weinbaugebiete, die Climats, wurden 2015 in das UNESCO-Welterbe aufgenommen.
Am Eingang zu den vier riesigen Keltern aus dem 15. Jahrhundert steht rechts die Skulptur „Porteur de Benaton“ des burgundischen Bildhauers Henri Bouchard (1960).
Im Château werden neben den Chapitres der Chevaliers auch private Empfänge und kulturelle Events veranstaltet. Die Confrérie besitzt keine eigenen Weinberge und produziert keine Weine.

## Organisation und Veranstaltungen
Zu den Mitgliedern der Confrérie zählen Winzer, Weingutbesitzer, Personen des öffentlichen Lebens, Kulturschaffende (Schriftsteller, Musiker, Theaterleute), Wissenschaftler
und Personen aus der Wirtschaft und Politik.
Der Große Rat besteht aus 14 Mitgliedern mit den Ehrentiteln: Grand Maître, Grand Connétable, Grand Argentier, Chef du Protocole, Grand Ecuyer, Grand Consul, Grand Prévôt, Grand Camerlingue, Conservateur du livre d’or, Maître des Requêtes, Grand Chambellan, Grand Sénéchal, Grand Prieur. Die Nomenklatur der Ämter orientiert sich an der von Höfischen Gesellschaften, bzw. von hierarchisch strukturierten Orden.
Die Chapitres genannten Versammlungen der Mitglieder, an denen auch Gäste teilnehmen können, finden das ganze Jahr über statt. Das erste Chapitre, das „Chapitre de la Saint-Vincent Tournante“ findet im Januar statt, das letzte, das „Chapitre de la Saint Hubert“, am ersten Samstag im Dezember.
Vor jedem Chapitre werden die neuen Chevaliers auf dem Chateau Clos de Vougeot „inthronisiert“. Die Inthronisierung (= der Ritterschlag) erfolgt in einer feierlichen Zeremonie und ist verbunden mit einem abendlichen Festessen.
In jedem der Chapitres präsentiert die Confrérie des Chevaliers du Tastevin während einer Galaveranstaltungen nationale und internationale Persönlichkeiten, die sich um Burgund und den burgundischen Wein verdient gemacht haben.

### Interessenvertretungen
1939 wurde die erste nordamerikanische Commanderie in New York von Jules Bohy gegründet, darauf folgte New Orleans. Heute gibt es Commanderies und Sous-Commanderies, die durch den Grand Pilier betreut werden, in allen fünf Kontinenten.

### Tastevinage

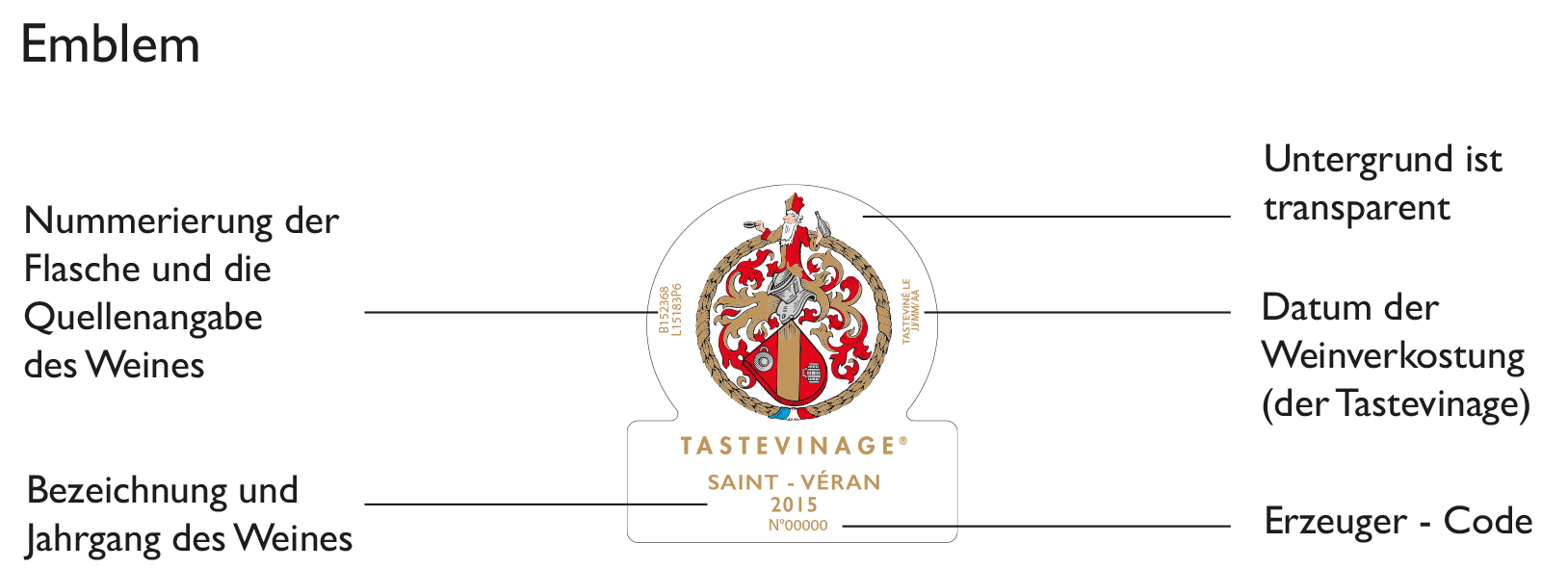
Erklärung des Emblems

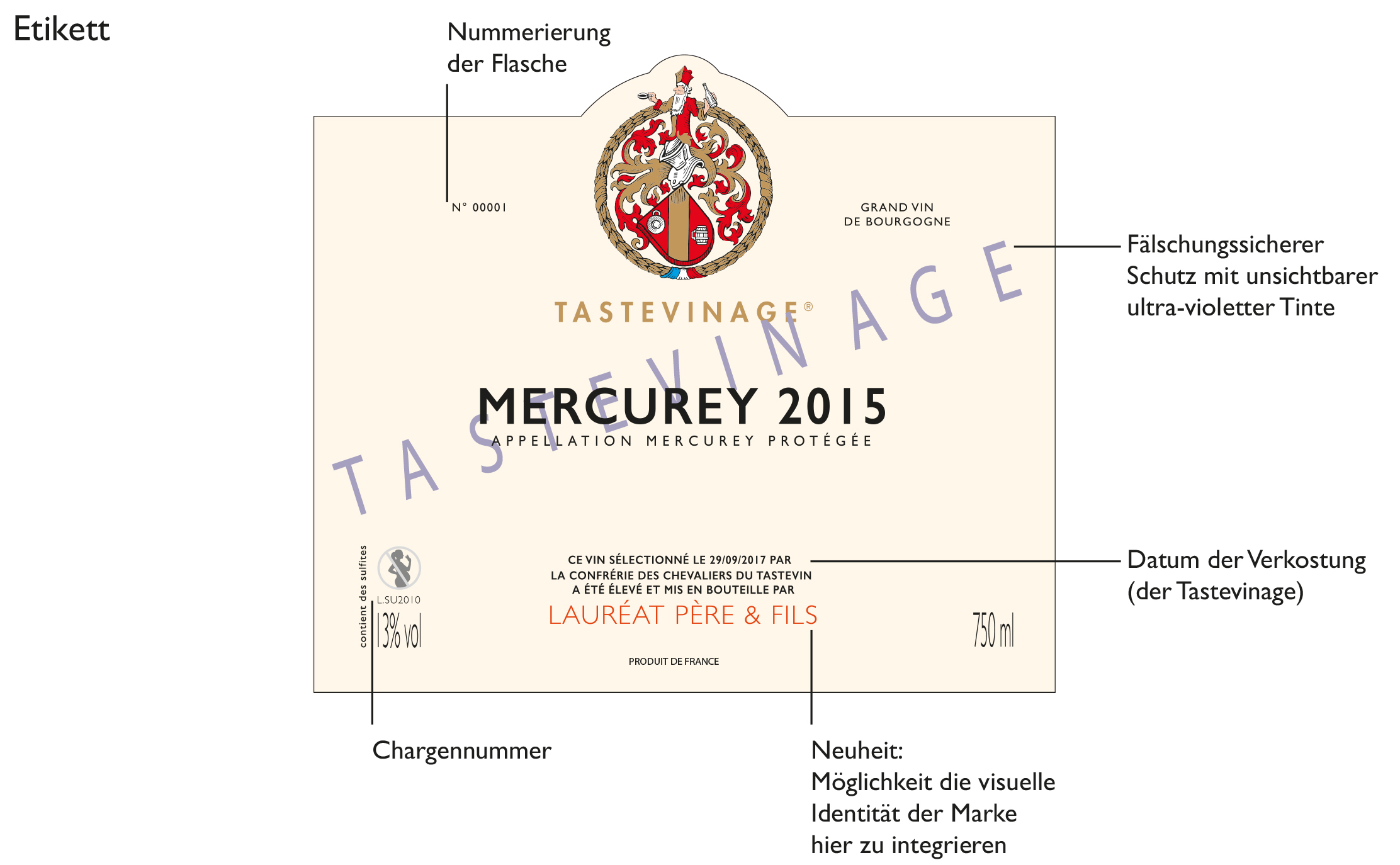
Erklärung des Etiketts

1950 wurde von der Bruderschaft die Tastivinage (anonyme Weinverkostung) gegründet. Zwei Verkostungen finden in der Regel Mitte März und Ende September im historischen Weinkeller der ehemaligen Zisterzienserabtei statt. Die 250 Juroren setzen sich aus Winzern, Sommeliers, Weinhändlern, Einkäufern, Vertretern von Genossenschaftskellereien, Gastronomen und Fachjournalisten zusammen. Weine und Crémants, die eine Auszeichnung bei der anonymen Weinverkostung erhalten, dürfen auf dem Etikett der Flaschen das Wappen der Confrérie des Chevaliers du Tastevin tragen. Die beiden Etiketten haben einen fälschungssicheren Schutz mit ultra-violetter Tinte, beinhalten die Chargennummern und die Nummerierung der Flaschen und schützen mit diesen Kennzeichnungen vor Fälschern der Burgunderweine.